# Dondice galaxiana
Dondice galaxiana is een slakkensoort uit de familie van de Facelinidae. De wetenschappelijke naam van de soort is voor het eerst geldig gepubliceerd in 2012 door Millen & Hermosillo.